# نیزه‌ماهی نوک‌دراز
نیزه‌ماهی نوک‌دراز (نام علمی: Tetrapturus pfluegeri) نام یک گونه از سرده چهارباله‌ای‌ها است.